# 宇野重昭
宇野 重昭（うの しげあき、1930年（昭和5年）10月28日 - 2017年（平成29年）4月1日）は、日本の政治学者。専攻は、政治学（中国現代政治史、北東アジア地域政策）。

## 経歴
- 1948年 福島県立白河中学校卒業
- 1949年 松江高等学校 (旧制)一年次修了
- 1953年 東京大学教養学部教養学科卒
- 1956年 同大学院社会科学研究科国際関係論修士課程修了（国際学修士）
- 1960年 東京大学大学院社会科学研究科国際関係論博士課程単位取得満期退学
- 1961年 外務省外務事務官アジア局勤務（-1964年）
- 1962年 「第一次国共合作をめぐるコミンテルンと中国共産党」で社会学博士の学位を東京大学より取得
- 1964年 成蹊大学政治経済学部助教授
- 1968年 成蹊大学法学部教授
- 1986年 日本国際政治学会理事長（-1988年）
- 1988年 成蹊大学法学部長（-1990年）
- 1994年 日本学術会議第16・17期会員（-2000年）
- 1995年 成蹊大学学長（-1998年）
- 1998年 学校法人成蹊学園専務理事(-2000年)
- 1999年 成蹊大学名誉教授
- 2000年 島根県立大学学長（-2007年）
- 2007年 公立大学法人島根県立大学理事長・学長(-2009年)
- 2009年 島根県立大学名誉学長・名誉教授

## 研究活動

### 太平洋戦争
- 大学院の博士課程から卒業後の数年間に渡り、東京大学の東洋政治外交史コースの責任者であった植田捷雄のもとで坂野正高、衛藤瀋吉、関寛治らとの研究会（放談会と称したが外国人が多数出席しての学問的交流会）にて、東洋政治外交史および太平洋戦争の実証研究を行った。その後、細谷千博、関寛治、緒方貞子、斉藤孝らとも共同研究を進め、極東国際軍事裁判の分析が事実とずれているということから、事実を押さえ直し、太平洋戦争に至るプロセスの実証研究による再検討を行った。[2]太平洋戦争研究は、当時公開されたばかりの公文書、中国関係の未開拓資料やビラに至る細かい資料も発掘して資料考証し、解釈の問題点をたたきあう徹底した社会科学的アプローチがとられ、日本国際政治学会から1962 - 63年に『太平洋戦争への道』（朝日新聞社）として刊行、著名な歴史研究書として結実している。

### 中国共産党史・毛沢東研究
- 1950年代半ばから60年代にかけて、宇野は中国共産党の資料の発掘も行っており、日本国際問題研究所とともに、10巻以上の膨大な中国共産党史の資料集の編集を行っている。同時に、公式の中国学者の中国共産党史は他にあり得たいかなる可能性を切り落として中国共産党の歴史として成立したのかといった、中国史全体の中において中国共産党史を位置づけるという独特の中国共産党史解釈を打ち出している。また、毛沢東については、当時の毛沢東の原形の資料がどういう国内環境、国際環境の中で作られていったのかを分析するという、新しい中国政治史学を追求した。中国共産党史研究や毛沢東研究は、自身の転換期における一番重要なケース・スタディだったとしている[3]。そして近代ヨーロッパと中国が対抗するには徹底的な文化革命・武装闘争が必要だと主張して、それを成し遂げたとして毛沢東を評価している[4]。

### 内発的発展論
- 1960年代後半になると、鶴見和子らとともに、水俣病の公害問題の実証研究に参加したことをきっかけに内発的発展論の研究を開始。従来までの文字化された資料をもとにした実証研究に対して、文字化される以前の事実、実体を徹底的に検討していった。その際に見出された方向性が、「伝統はそのままに存在するものではなく、あくまで解釈によって伝統として発掘され、確認され、意味づけられる。したがって、伝統そのものの基礎が人間の実際の生活や社会の中でどのように存在するのかを徹底的に確かめなければならない」というものであった。こうして、伝統が新しい外来的刺激でどう展開し、外来の比重がいかに重くなってくるかという過程を内発的発展論として研究し、従来の国際政治学の方向に加えて、社会学的な方向が加えられていった。
- 内発的発展論は、本来、近代的な高度成長経済や国家中心の政治に対する異議申し立ての性格をもつ。「内発的発展論の担い手は、その目指す価値および規範を明確に指示する。近代化論が“価値中立性”を標榜するのに対して、内発的発展論は、価値明示的である」（鶴見和子「内発的発展論の系譜」）というような思い切った問題提起が行われるのも、このためである。[5]この内発的発展論は、その後、鶴見和子の友人で中国の社会学の基礎をつくった費孝通、江蘇省の小城鎮研究責任者の朱通華らとの10年に渡る日中双方での実証研究へと繋がり、宇野重昭・鶴見和子編 『内発的発展と外向的発展 現代中国における交錯』（東京大学出版会、1994年）として提起されている。

### 北東アジア学
- 2000年に初代学長として4年制島根県立大学を建学、大学院博士課程開設に並行して北東アジア学という新しい学問分野を創成した。その際、内発的発展論で展開していた「ある種の普遍性のつながりがありながら、それぞれに違ったものとして発展しているものの相互関係が互いにぶつかりあうことによって、どういう新しい普遍的なものを生み出すのか」という相互触発論を基本的な考え方として持ち込んでいる。[6]
- 平野健一郎は、北東アジア学創成シリーズの第一巻『北東アジア学への道』（2013年）について、これまでの科学主義が排除しようとしたり、合理的な方法によって解消すべきものとする「情念」を、地域研究の基本的な尺度として重視し、科学主義とバランスさせるかのように「情念」を強調し、理性と情念の相互関係を重視する知性とその必要性を明確に説いていると評した。さらに、北東アジアという地域をあえて明確に定義せず、最近のグローバル化によって地域はそこに住む人々の主体的な意識によって生まれ、変化するという動的な地域概念を打ち出している。そして、ある地域について、それぞれの理性と情念を特徴として取り上げ、どのように関連させるか、地域研究にとって重要なその操作を新しく定義される「知性」に行わせるという重層的なパラダイムを提起していると述べた。北東アジア学については、グローバリゼーション下の地域研究という意味においても、今後のあるべき認識モデルを示していると言えると評した[7]。

## 受賞・栄典
- 2009年 - 叙勲・瑞宝中綬章[8]

## 家族・親族
- 夫人：宇野美恵子は教育学者でフェリス女学院大学名誉教授。
- 息子：宇野重規は政治学者。東京大学社会科学研究所教授[9]。

## 著書

### 単著
- 『毛沢東』（清水書院, 1970年／「革命家毛沢東」として改題・加筆, 1971年）
- 『中国共産党史序説（上・下）』（日本放送出版協会, 1973-74年）
- 『中国と国際関係』（晃洋書房, 1981年）
- 『中国共産党――その歴史と実態』（日本実業出版社, 1981年）
- 『地域に生きる大学――ダイナミックな知の共同体をめざして』（山陰中央新報社, 2002年）
- 『北東アジア学への道（北東アジア学創成シリーズ 第1巻）』（国際書院, 2012年）

### 共著
- 『太平洋戦争への道 第2巻 満州事変』（朝日新聞社, 1962年）
- 『太平洋戦争への道 第3巻 日中戦争（上）』（朝日新聞社, 1962年）
- 『現代中国の歴史――1949～1985 毛沢東時代から鄧小平時代へ』（有斐閣, 1986年）

### 編著
- 『深まる侵略屈折する抵抗――1930年-40年代の日・中のはざま』（研文出版, 2001年）
- 『北東アジア研究と開発研究』（国際書院, 2002年）
- 『北東アジアにおける中国と日本――北京大学国際関係学院・島根県立大学シンポジウム』（国際書院, 2003年）

### 共編著
- （野村浩一・竹内実・山内一男・小島晋治）『岩波講座現代中国(3)静かな社会変動』（岩波書店, 1989年）
- （有賀貞・木戸蓊・渡辺昭夫・山本吉宣）『講座国際政治 第5巻 現代世界の課題』（東京大学出版会、1989年）
- （朱通華）『農村地域の近代化と内発的発展論――日中「小城鎮」共同研究』（国際書院, 1991年）
- （天児慧）『20世紀の中国――政治変動と国際契機』（東京大学出版会, 1994年）
- （鶴見和子）『内発的発展と外向型発展――現代中国における交錯』（東京大学出版会, 1994年）
- （増田祐司）『北東アジア地域研究序説』（国際書院, 2000年）
- （増田祐司）『21世紀北東アジアの地域発展』（日本評論社, 2002年）
- （増田祐司）『北東アジア世界の形成と展開』（日本評論社, 2002年）
- （勝村哲也・今岡日出紀）『海洋資源開発とオーシャン・ガバナンス――日本海隣接海域における環境』（国際書院, 2004年）
- （鹿錫俊）『中国における共同体の再編と内発的自治の試み――江蘇省における実地調査から』（国際書院, 2005年）
- （別枝行夫・福原裕二）『日本・中国からみた朝鮮半島問題――中国復旦大学・島根県立大学合同シンポジウム : 学術交流協定締結記念』（国際書院, 2007年）
- （吉塚徹）『地域政策研究の新地平――島根地域の将来展望のために』（公人社, 2007年）
- （唐燕霞）『転機に立つ日中関係とアメリカ』（国際書院、2008年）
- （湯山トミ子）『アジアからの世界史像の構築―新しいアイデンティティを求めて』（東方書店、2014年）
- （江口伸吾・李暁東）『中国式発展の独自性と普遍性――「中国模式」の提起をめぐって』（国際書院、2016年）